# Veronica Townsend
Veronica Townsend, gespeeld door actrice Paula Trickey, is een personage uit de televisieserie The O.C..

## Seizoen 3
Veronica was ooit een sekstherapeut, maar werkt nu als vertegenwoordiger van atleten. Ze heeft een slechte band met haar dochter Taylor en is dan ook altijd streng voor haar.
Veronica is erg begaan met Taylors school en helpt altijd mee met activiteiten. Ze was ook een aanklager om Marissa Cooper van school te trappen.
Veronica werd verliefd op Neil Roberts, de vader van Summer Roberts, Taylors vriendin. Neil werd echter verliefd op Julie Cooper, hoewel hij ook op Veronica leek te vallen, ondanks dat ze door heel Newport wordt gehaat.

## Seizoen 4
In het vierde seizoen trapt ze Taylor uit huis als ze vindt dat ze onvolwassen verdrag vertoond. Taylor verblijft bij de familie Cooper. Als Taylor in het ziekenhuis komt te liggen, lijkt dat haar ook weinig te kunnen schelen.